# Opisthopsis manni
Opisthopsis manni är en myrart som beskrevs av Wheeler 1918. Opisthopsis manni ingår i släktet Opisthopsis och familjen myror.

## Underarter
Arten delas in i följande underarter:
- O. m. aruanus
- O. m. manni

## Bildgalleri

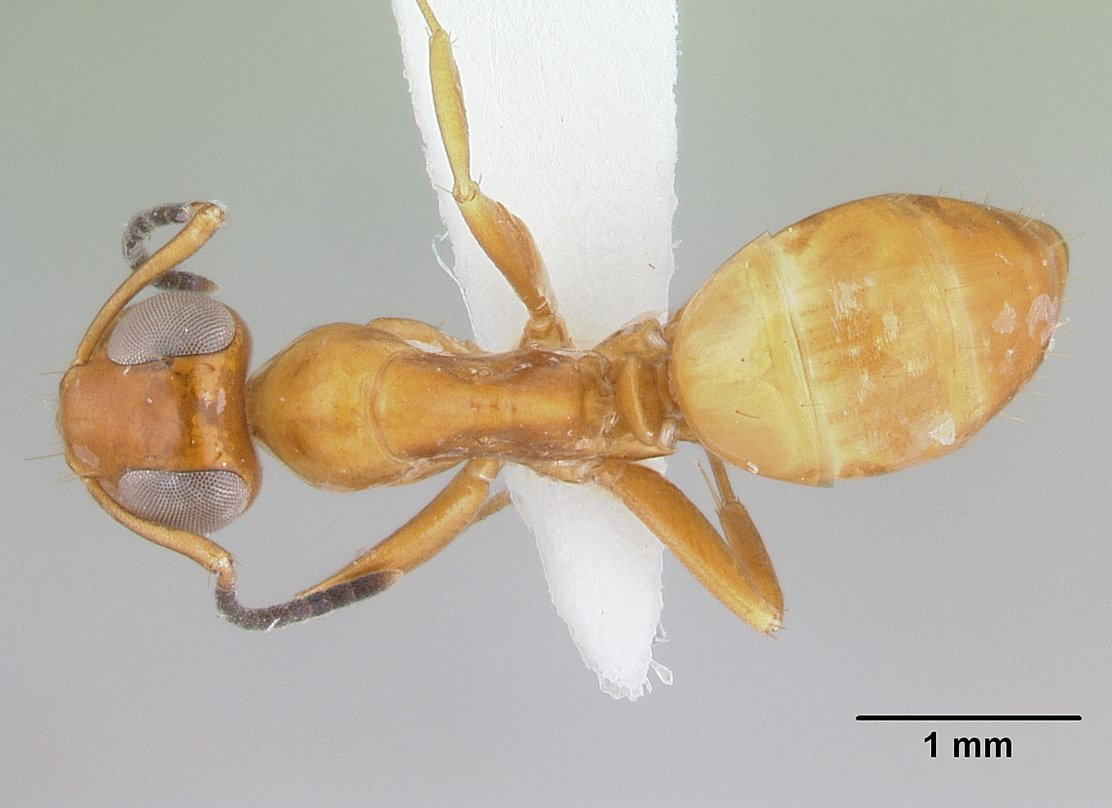
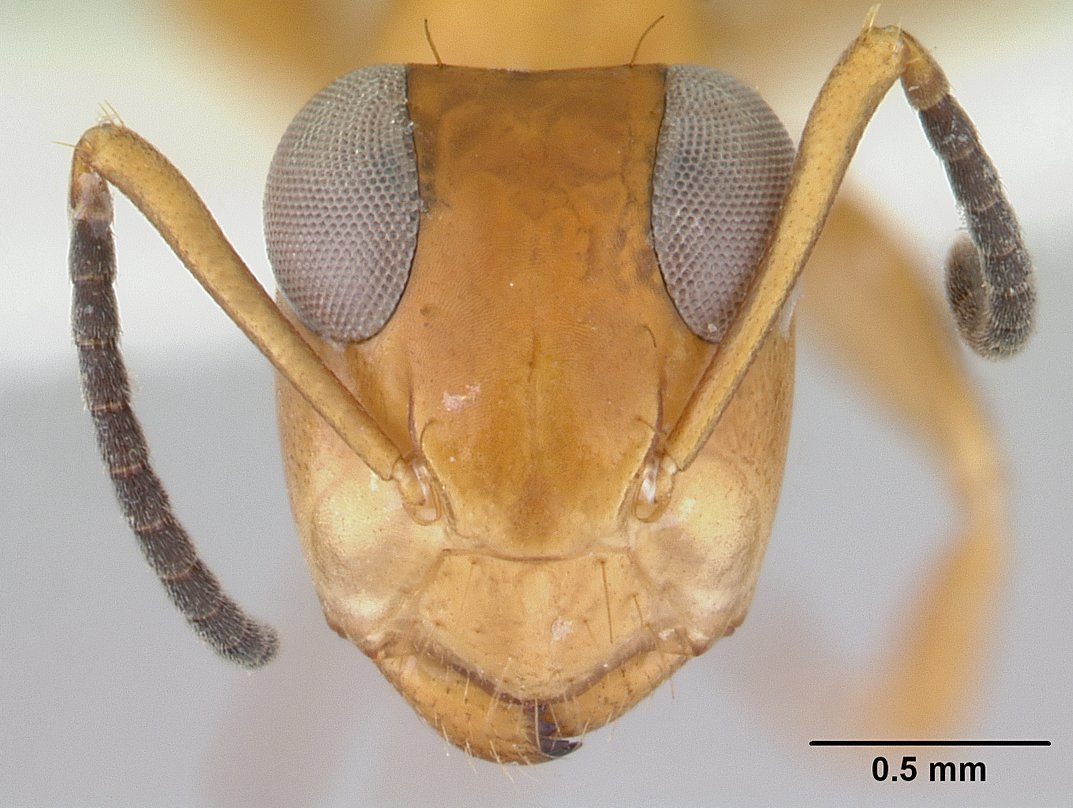
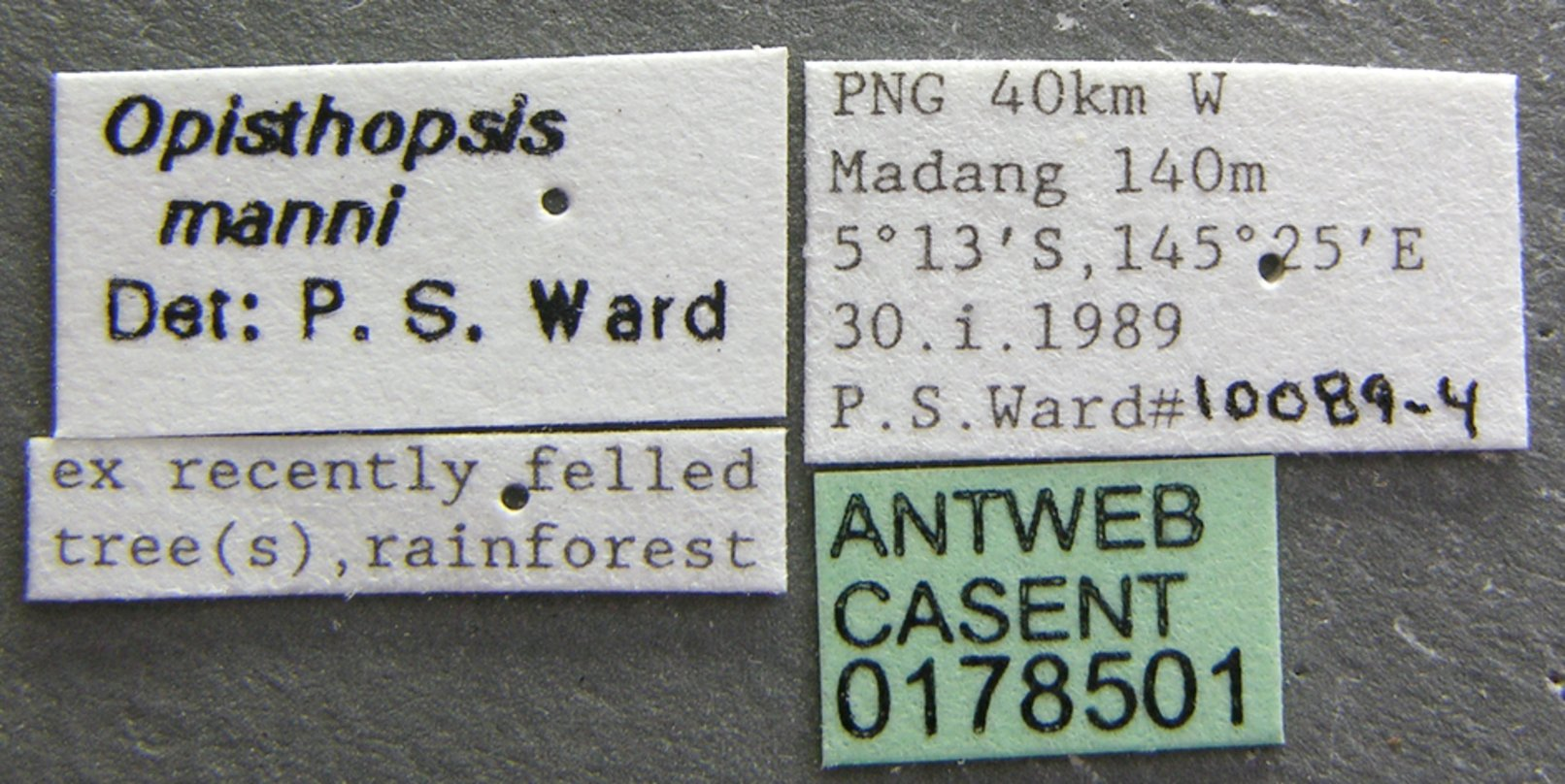
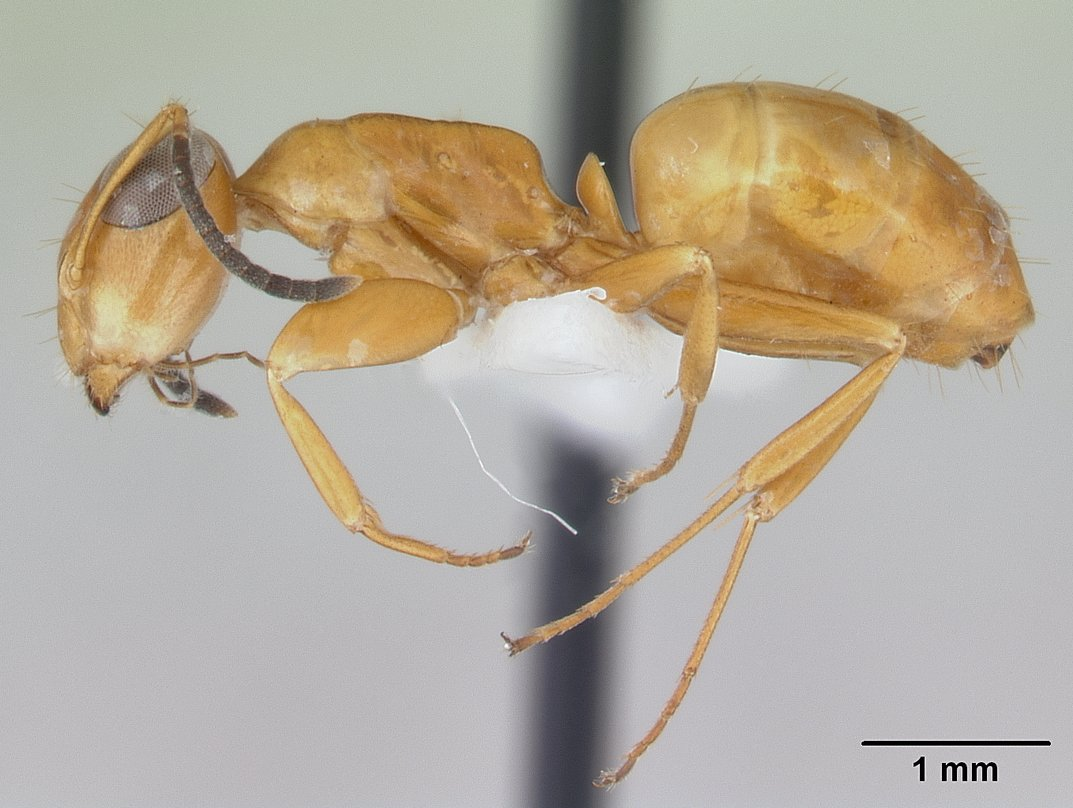